# Alfred Elis Törnebohm
Alfred Elis Törnebohm (født 16. oktober 1838 i Stockholm, død 21. april 1911 i Strängnäs) var en svensk geolog.
Allerede 1859 fik Törnebohm ansættelse ved Sveriges geologiska undersökning og virkede her til 1873, hvorefter han i dette og det følgende år foretog geologiske rejser i Tyskland og Italien. I 1884 blev han lektor i geologi og mineralogi ved Kungliga Tekniska Högskolan i Stockholm og var 1897—1907 chef for "Sveriges geologiska undersökning". Törnebohm var 1871 medstifter af Geologiska Föreningen i Stockholm. Han har særlig beskæftiget sig med studiet af de geologiske forhold i Skandinaviens fjeldegne samt med den mikroskopiske petrografi og har herom offentliggjort en del større og mindre afhandlinger, hvoraf foruden flere kortbladsbeskrivelser særlig kan fremhæves Ueber die Geognosie der schwedischen Hochgebirge (Stockholm 1873) og Grunddragen af Sveriges geologi (Stockholm 1884). Han blev medlem af Kungliga Vetenskapsakademien 1876 og af Videnskabernes Selskab 1904.